# Ingo Firnhaber
Ingo Firnhaber (* 20. Mai 1942 in Flensburg) ist ein deutscher Schachspieler und Autor zweier Bücher über das Nordische Gambit. Seine größten schachlichen Erfolge erzielte er im Fernschach. Bei der 22. Fernschach-Weltmeisterschaft belegte er den 13. Platz.

## Schachliche Erfolge
Im Fernschach trägt Firnhaber die Titel IM (Internationaler Meister, seit 1996), SIM (Verdienter Internationaler Meister, seit 2003) und GM (Großmeister). 2005 wurde ihm für seine Leistungen in der Fernschach-Bundesliga außerdem der Titel 'Nationaler Fernschachmeister' zuerkannt. Mit der Mannschaft des SV Osnabrück wurde er dreimal deutscher Mannschaftsmeister im Fernschach. Zitadelle Spandau wurde mit ihm in der Spielzeit 2009/11  erstmals Deutscher Meister in der Besetzung Matthias Kribben, Roland del Rio, Jürgen Bücker und Ingo Firnhaber.
Von 2006 bis 2007 nahm er an der 32. deutschen Senioren-Fernschachmeisterschaft teil und gewann das Turnier. Der Deutsche Fernschachbund ehrte ihn dafür mit dem Titel 'Nationaler Senioren-Fernschachmeister'.
Bei der Endrunde der 22. Fernschach-Weltmeisterschaft konnte er die Chance, seine dritte GM-Norm (und damit einen Großmeister-Titel) zu erreichen, nicht nutzen. Aber beim Efim Bogoljubov Memorial A, einem vom ukrainischen Schachverband organisierten doppelrundigen Einladungsturnier, erreichte Ingo Firnhaber schließlich die dritte und letzte GM-Norm unter anderem dank dreier Siege gegen den amtierenden deutschen Einzelmeister SM Uwe Mehlhorn (Elo-Zahl 2513), gegen den ukrainischen Vertreter SM Oleg Saenko (2553) und gegen die für Portugal angetretene Maria Gil (2603). Die Verleihung des GM-Titels fand im September 2010 beim ICCF-Kongress im türkischen Antalya statt.
Seine Wertungszahl im Fernschach liegt bei 2517 (Stand: 1. Juli 2014). 
Im Nahschach ist Firnhaber Mitglied der Kieler Schachgesellschaft von 1884, für die er mehrere Jahre in der Landesliga spielte.

## Veröffentlichungen
Firnhaber ist der Autor zweier Schachbücher. In diesen analysiert er das Nordische Gambit. 
- Nordisches Gambit. Edition Mädler im Verlag Walter Rau, Düsseldorf 1989, ISBN 3-7919-0303-9
- Abgelehntes Nordisches Gambit. Eigenverlag, Kiel 1993

## Sonstiges
Firnhaber ist pensionierter Gymnasiallehrer und lebt in Kiel-Kroog.